# Sousa Jamba
Aníbal José Ivan de Sousa Jamba (Cachiungo, 9 de janeiro de 1966) é um escritor e jornalista angolano.
Sousa Jamba nasceu na Missão de Dondi, no município de Cachiungo, em Angola, em 9 de janeiro de 1966. É irmão do escritor Almerindo Jaka Jamba.
Entre 1976 e 1984, em consequência da guerra, emigrou para a Zâmbia, onde fez os estudos em língua inglesa e com a qual começou a sua produção literária. Em seguida, regressou a Angola, trabalhando como jornalista nas zonas controladas pela União Nacional para a Independência Total de Angola (UNITA).
Em 1986, adquiriu uma bolsa para estudar na Grã-Bretanha, onde fez estudos superiores e de jornalismo. Como jornalista, foi repórter da UNITA, e tem desenvolvido actividades nos Estados Unidos, Brasil, Portugal e Grã-Bretanha, colaborando regularmente com jornais como The Spectator, O Independente e Terra Angolana.
No final da década de 1980 e início da década de 1990 fez parte de um grupo de intelectuais dissidentes da UNITA, apoiadores da chamada "Ala do Planalto" (ou do Huambo), que fazia oposição a Jonas Savimbi. Estava no grupo que incluía Georges Chikoti, Dinho Chingunji, Dias Kanombo, Lindo Kanjunju e André Yamba Yamba, que haviam se refugiado no exterior para evitar perseguições no seio do partido.
Escritor-residente em diversas universidades da Escócia, Sousa Jamba publicou as suas primeiras obras em inglês: Patriots (1990; tradução em língua portuguesa como "Patriotas" em 1991), On the Banks of the Zambezi (1993), A Lonely Devil (1994; tradução em língua portuguesa como "Confissão Tropical" em 1995).